# Taublatt
Das Taublatt, es una revista  es una trianual en lengua alemana y la publicación oficial de Gesellschaft für fleischfressende Pflanzen im deutschsprachigen Raum, una sociedad  dedicada a las plantas carnívoras con sede en Alemania. Los artículos típicos incluyen asuntos de interés hortícola, informes de campo, y descripciones de nuevos taxones. La revista fue fundada en 1984. Se publica a todo color en papel satinado, con cada edición con alrededor de 52 páginas.

## Descripción de taxones
Das Taublatt publicó las descripciones formales de Heliamphora glabra, Heliamphora pulchella, y Nepenthes mantalingajanensis.  También dio origen a la variedad llamada Pinguicula ehlersiae var. albiflora, que es un nomen nudum.